# Криниц, Элиза
Элиза Кри́ниц (нем. Elise Krinitz; иногда упоминается как Эмма; псевдоним  Камилла Сельден; фр. Camille Selden; 22 марта 1825, Бельгерн — 7 августа 1896, Орсе) — французская писательница немецкого происхождения и платоническая возлюбленная поэта Генриха Гейне, воспетая им как Мушка (фр. Mouche).
О её жизни известно очень мало из-за склонности к псевдонимам и мистификациям. По некоторым данным, родилась в семье ткача и при рождении получила имя Йоханна Кристиана Мюллер (нем. Johanna Christiana Müller); её мать умерла при родах, а сама она выросла в Париже с приёмной матерью-немкой. Впоследствии жила во французской столице, но ещё с детства часто ездила в Саксонию, откуда была родом её мачеха. Была композитором, пианисткой и журналисткой, имела контакты со многими знаменитостями. В ранней юности она познакомилась с Альфредом Мейснером (1822—1885), имевшим влияние на её литературное и поэтическое развитие. Её отец на некоторое время оставил семью, эмигрировав в Америку, но вернулся оттуда нищим и умер в 1862 году. В 1850—1853 годах она якобы была замужем за неким богатым французом, с которым жила в Великобритании, он будто бы растратил всё своё состояние и даже на некоторое время заключил её насильно в сумасшедший дом; затем она вернулась в Париж и зарабатывала переводами с немецкого на французский и обратно.
Её встреча с Гейне якобы произошла 19 июня 1855 года, за пять дней до смерти неизлечимо больного поэта, в его парижской квартире, а до того они были знакомы только по переписке, хотя существуют различные версии их встречи. Последние дни жизни Гейне были согреты внезапно вспыхнувшей в нем любовью к «мушке», которая служила ему лектрисой; ей же он поручил корректуру всех своих работ.
Свои произведения печатала с 1858 года. Беллетристические произведения её юности оценивались как посредственные, но некоторые из более поздних этюдов, в том числе «Portraits de Femmes» (Женские портреты), были популярны во Франции до начала XX века. В 1880-х годах издала книгу, под заглавием «Les derniers jours de Heine» (Последние дни Гейне), в которой говорит, что в год знакомства с Гейне ей было 22 года. Отношения к Мушке «Навуходоносора II» и почитателя «Цветка Лотоса», как в шутку называл себя Гейне, породили ряд стихотворений в немецкой литературе.
С 1882 года жила в Руане, где преподавала немецкий язык и была финансово независима. Умерла на курорте Орсе к югу от Парижа в возрасте 71 года.